# Herlíkovice
Herlíkovice (en allemand Hackelsdorf) est une petite station de ski située près de Vrchlabí dans la région de Hradec Králové, dans le nord de la République tchèque.
Le domaine skiable, situé à la sortie de Vrchlabi le long de la route menant à Spindleruv Mlyn, est constitué de deux secteurs principaux. Bubakov, desservi par un télésiège 4 places, est très ensoleillé et particulièrement adapté aux débutants. Le mont Žalý (1 019 m) offre quant à lui un dénivelé beaucoup plus important ainsi que des pistes relativement difficiles. Il est également desservi par un télésiège 4 places de construction moderne. La quasi-totalité du domaine est enneigée par des canons à neige, ce qui est indispensable pour faire face à l'usure accélérée des pistes due à sa forte fréquentation.
La station est très facilement accessible par la route et offre l'un des huit domaines les plus vastes de République Tchèque, ce qui peut certainement expliquer pourquoi la station est — comme ses voisines — très fréquentée. Cela a pour conséquence des files d'attente parfois importantes à chaque remontée mécanique – notamment lors des semaines de vacances scolaires tchèques.